# Колбі (Канзас)
Колбі (англ. Colby) — місто (англ. city) в США, в окрузі Томас штату Канзас. Населення — 5570 осіб (2020).

## Географія
Колбі розташоване за координатами 39°23′8″ пн. ш. 101°2′45″ зх. д. / 39.38556° пн. ш. 101.04583° зх. д. (39.385462, -101.045931).  За даними Бюро перепису населення США в 2010 році місто мало площу 8,75 км², уся площа — суходіл. В 2017 році площа становила 9,53 км², уся площа — суходіл.

### Клімат
| Клімат : Колбі                                              | Клімат : Колбі | Клімат : Колбі | Клімат : Колбі | Клімат : Колбі | Клімат : Колбі | Клімат : Колбі | Клімат : Колбі | Клімат : Колбі | Клімат : Колбі | Клімат : Колбі | Клімат : Колбі | Клімат : Колбі | Клімат : Колбі |
| Показник                                                    | Січ.           | Лют.           | Бер.           | Квіт.          | Трав.          | Черв.          | Лип.           | Серп.          | Вер.           | Жовт.          | Лист.          | Груд.          | Рік            |
| Абсолютний максимум, °C                                     | 25,0           | 27,2           | 32,2           | 36,7           | 39,4           | 45,0           | 42,8           | 41,1           | 40,0           | 36,1           | 29,4           | 28,3           | 45,0           |
| Середній максимум, °C                                       | 5,6            | 7,8            | 12,2           | 18,3           | 23,3           | 29,4           | 32,8           | 31,7           | 27,2           | 20,0           | 11,7           | 6,1            | 18,9           |
| Середня температура, °C                                     | −1,7           | 0,0            | 4,4            | 10,0           | 16,1           | 21,7           | 25,0           | 23,9           | 18,9           | 11,1           | 3,9            | −1,1           | 11,1           |
| Середній мінімум, °C                                        | −9,4           | −7,8           | −3,3           | 1,7            | 8,3            | 13,9           | 17,2           | 16,1           | 10,0           | 2,2            | −3,9           | −8,9           | 3,1            |
| Абсолютний мінімум, °C                                      | −31,1          | −30            | −30            | −15            | −6,7           | 0,6            | 5,6            | 4,4            | −6,1           | −13,9          | −22,2          | −35,6          | −35,6          |
| Норма опадів, мм                                            | 10             | 13             | 28             | 52             | 84             | 65             | 96             | 71             | 37             | 40             | 18             | 12             | 526            |
| Днів з опадами                                              | 3,7            | 3,6            | 6,2            | 6,5            | 10,4           | 8,5            | 9,0            | 7,1            | 5,6            | 4,4            | 4,0            | 3,2            | 72,2           |
| Днів зі снігом                                              | 3,4            | 2,6            | 3,1            | 1,6            | 0,1            | 0              | 0              | 0              | 0,1            | 0,5            | 2,5            | 2,9            | 16,8           |
| ----------------------------------------------------------- | -------------- | -------------- | -------------- | -------------- | -------------- | -------------- | -------------- | -------------- | -------------- | -------------- | -------------- | -------------- | -------------- |
| Джерело: National Climatic Data Center; The Weather Channel |                |                |                |                |                |                |                |                |                |                |                |                |                |

## Демографія
Згідно з переписом 2010 року, у місті мешкало 5387 осіб у 2211 домогосподарстві у складі 1320 родин. Густота населення становила 616 осіб/км².  Було 2423 помешкання (277/км²).
Расовий склад населення:
| - 95,7 % — білих - 0,7 % — чорних або афроамериканців - 0,6 % — азіатів - 0,4 % — корінних американців - 0,1 % — вихідців з тихоокеанських островів - 1,3 % — осіб інших рас |

До двох чи більше рас належало 1,2 %. Частка іспаномовних становила 4,0 % від усіх жителів.
За віковим діапазоном населення розподілялося таким чином: 22,2 % — особи молодші 18 років, 62,1 % — особи у віці 18—64 років, 15,7 % — особи у віці 65 років та старші. Медіана віку мешканця становила 34,5 року. На 100 осіб жіночої статі у місті припадало 92,4 чоловіків;  на 100 жінок у віці від 18 років та старших — 91,9 чоловіків також старших 18 років.
Середній дохід на одне домашнє господарство  становив 57 562 долари США (медіана — 44 679), а середній дохід на одну сім'ю — 80 289 доларів (медіана — 67 083). Медіана доходів становила 40 294 долари для чоловіків та 32 359 доларів для жінок. За межею бідності перебувало 11,1 % осіб, у тому числі 1,2 % дітей у віці до 18 років та 4,5 % осіб у віці 65 років та старших.
Цивільне працевлаштоване населення становило 3128 осіб. Основні галузі зайнятості: освіта, охорона здоров'я та соціальна допомога — 28,1 %, роздрібна торгівля — 16,2 %, мистецтво, розваги та відпочинок — 11,2 %, науковці, спеціалісти, менеджери — 7,5 %.